# Jean de Beaugué

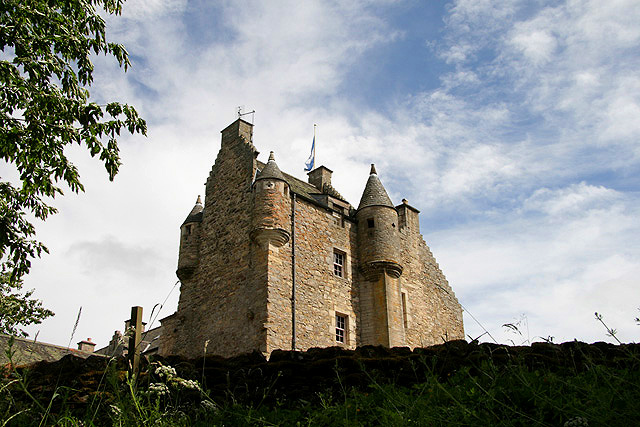
Ferniehirst Castle, un des lieux de bataille décrits par Jean de Beaugué.

Jean de Beaugué est un soldat qui a servi en Écosse dans les années 1548-1549 pendant la guerre écossaise du Rough Wooing sur laquelle il rédige un mémoire publié en 1556. Ce document décrit le commandement en Écosse d'André de Montalembert , seigneur d'Essé.
Jean de Beaugué y décrit divers événements du conflit qui opposa en Écosse les partisans de Marie Stuart (dont la France) et ceux d'Henri VIII d'Angleterre. Il y parle peu de lui et on ne sait rien à son sujet. Son ouvrage est dédié à François, duc de Montmorency.

## Éditions
Le titre complet de l'édition de 1556 est : L'HISTOIRE DE LA GUERRE D'ESCOSSE, traitant comme le Royaume fut aſſailly, & en grãd partie occupé par les Anglois, & depuis rendu paiſible à ſa Reyne, & reduit en ſon ancien eſtat & dignité.
Les différentes éditions de 1556 ne diffèrent que par le titre. L'ouvrage est composé de trois livres divisés en chapitres.
1. Premier Livre : 18 chapitres
2. Second Livre : 33 chapitres
3. Troisième Livre : 28 chapitres